# Pico Cigarreiro
O Pico Cigarreiro é uma elevação portuguesa localizada na ilha de São Miguel, arquipélago dos Açores.
Este acidente geológico tem o seu ponto mais elevado a 230 metros de altitude acima do nível do mar.
Nas imediações desta formação encontra-se o Pico João Fernandes.